# Цугэ, Ёсихару
Ёсихару Цугэ (яп. つげ義春 Цугэ Ёсихару) — японский мангака, эссеист. Активно занимался созданием комиксов с 1954 по 1987 год. Среди его работ есть как рассказы о повседневной жизни, так и произведения, основанные на сюрреализме. В его работах находит отражение интерес к путешествиям по Японии. Цугэ удостоился общественного внимания благодаря сюрреалистическим работам, которые он опубликовал в авангардистском журнале Garo в конце 1960-х.
Его имя при рождении записывалось как 柘植義春, но он всегда подписывает свои работы схожим по произношению つげ義春.
Его брат, Тадао Цугэ (яп. つげ忠男 Цугэ Тадао), также является художником. Ёсихару был женат на актрисе по имени Маки Фудзивара (яп. 藤原マキ Фудзивара Маки), от которой у него родился сын.

## Ранние годы
Ёсихару Цугэ родился 30 октября 1937 года в районе Кацусика города Токио. В семье он был старшим из трёх сыновей. После смерти отца в 1942 году его мать во второй раз вышла замуж, и у Ёсихару появились две сводные сестры. Разруха послевоенной Японии вынудила Цугэ начать рисовать комиксы для платных библиотек, чтобы решить финансовые проблемы. Будучи крайне робким, он считал создание драматических рисунков единственным способом зарабатывать деньги и при этом избегать встреч с людьми. Он создал своё первое произведение в реалистическом жанре (обозначающимся термином гэкига) под влиянием Осаму Тэдзуки, который был одним из первых художников, создававших гэкигу. В возрасте 20 лет Цугэ впал в депрессию из-за проблем с долгами и в личной жизни, и даже пытался покончить с собой. В 1965 году Кацуити Нагаи, редактор и владелец журнала Garo, узнал о тяжёлом жизненном положении Цугэ и на страницах своего журнала попросил Цугэ связаться с ним.

## Работы
В 1966 году Цугэ снова впал в депрессию. Он прекратил рисовать собственную мангу и стал ассистентом Сигэру Мидзуки. Под влиянием Мидзуки последние публикации Цугэ отличились хорошо проработанными задними планами и мультяшными персонажами. Одна из наиболее известных работ Цугэ, Screw Style (яп. ねじ式 Нэдзи Сики), была опубликована в Garo в 1968 году. После публикации Munō no Hito (яп. 無能の人 Муно: но хито, «Бездарность») в 1986 году Цугэ прекратил рисовать мангу. Жиль Лабордье из Indy Magazine писал, что Цугэ «старается создать атмосферу произведения в большей степени при помощи тонких приёмов повествования, но реже при помощи показа драматических событий», и сравнил стиль художника со стилем Ёсихиро Тацуми.
- Akai Hana[6][8][9][10]
- Arijigoku[11]
- Gensenkan Shujin
- Jōhatsu Tabi Nikki
- Kona no Yado[11]
- Munō no Hito[12]
- Screw Style[13][14][15][16]
- The Sun’s Joke[12]
- Yoshio no Seishun[17]

Источники:

## Переводы
Немногие работы Цугэ были переведены на английский язык. Манга Akai Hana была опубликована в седьмом номере известного журнала RAW в 1985 году. В этом же журнале в 1990 году вышла манга Oba’s Electroplate Factory. Одной из последних переведённых манг стала Screw Style, опубликованная в специальном выпуске американского журнала Comics Journal в феврале 2003 года.
Манга Munō no Hito в 2004 году была переведена на французский язык.